# Palladas
Palladas (altgriechisch Παλλαδᾶς) war ein spätantiker griechischer Epigrammatiker in Alexandria. Die Datierung seiner Lebenszeit ist in der Forschung umstritten. Lange Zeit wurde angenommen, dass er um 400 lebte. 2009 hat jedoch Kevin Wilkinson Argumente vorgebracht, dass Palladas vielmehr in der Zeit Konstantins des Großen († 337) gelebt habe. Dem wurde von Alan Cameron widersprochen, der die Schaffenszeit wenigstens zwei bis drei Jahrzehnte höher, um 350/360, ansetzen, wenn nicht an der Datierung um 390 festhalten möchte.
Von seinem Leben ist nur das bekannt, was aus seinen Epigrammen erschlossen werden kann, von denen etwa 160 in der Anthologia Palatina überliefert sind. Demnach war er Heide, Grammatiker (also Lehrer) und, so zumindest die Forschungsmeinung vor Wilkinson (der eine falsche Zuordnung annimmt), schwärmerischer Verehrer der 415 ermordeten heidnischen Philosophin Hypatia:
Darf ich dich sehen, hören, huldige ich kniend,

das Sternenhaus vor Augen, wo die Jungfrau wohnt.

Denn auf zum Himmel weist dein Handeln und die Kunst,

mit der du sprichst, erhabene Hypatia,

du strahlendes Gestirn geistreicher Wissenschaft!
Im Alexandria des späten 4. Jahrhunderts war es zu Auseinandersetzungen zwischen Heiden und Christen gekommen. 391 hatte Kaiser Theodosius I. die heidnische Kultpraxis formal verbieten lassen; kurz darauf wurde in Alexandria das Serapeum zerstört, nachdem dort Heiden Christen ermordet hatten. Palladas (wenn man die Zuordnung akzeptiert) kommentierte demnach die Machtlosigkeit der alten Götter mit bitterem Spott. Allerdings ist schon vor Wilkinson bezweifelt worden, dass sich das Gedicht auf die Philosophin Hypatia bezieht bzw. dass es überhaupt von Palladas stammt.
Als das Tychaion, der Tempel der Tyche, Verkörperung des Glücks, in eine Schankwirtschaft umgewandelt worden war, dichtete Palladas: „Und du, Glück, trage, du wandelbares, in der Zukunft den Spott; denn dein eigenes Glück konntest du nicht erhalten. Die du früher einen Tempel hattest, wurdest im Alter zum Schankweib, und ein warmes Getränk schenkst du nun den Sterblichen ein.“ Oder über den Eros, dessen Kultbild man eingeschmolzen hatte: „Der Schmied verwandelte den Eros zur Bratpfanne. Und nicht ohne Grund: kann doch auch sie glühend erhitzen.“
Weitere Gegenstände seiner Dichtung waren Klagen über seinen Beruf und über seine zänkische Frau, die sich bis hin zur Misogynie steigerten.
Seine Gedichte scheinen große Verbreitung gefunden zu haben, eines fand sich auf einer Latrinenwand in Ephesos, ein anderes auf einem Heiligengrab der Insel Megiste. Die Urteile über ihn in der Neuzeit sind geteilt. Isaac Casaubon schätzte ihn gering. Prosper Mérimée setzte hingegen ein frauenfeindliches Epigramm von Palladas (Πᾶσα γυνὴ χόλος ἐστίν) als Motto über seine Novelle Carmen.
Kevin Wilkinson hat die gesamte Überlieferung zu Palladas in mehreren Studien untersucht und kam zu einem von der älteren Forschung stark abweichenden Ergebnis. Demnach lebte Palladas im frühen 4. Jahrhundert in der Zeit Konstantins. In der spätantiken Überlieferung wurden dann jedoch Teile der älteren Gedichte des Palladas übernommen, kein seltenes Vorgehen, und in der Forschung teils falsch zugeschrieben. 2013 hat Wilkinson einen fragmentarisch erhaltenen Papyruscodex herausgegeben, der griechische, Palladas zugeschriebene Epigramme enthält. Die Handschrift und auch der Stil weisen für Wilkinson auf das frühe 4. Jahrhundert hin. In einer Ergänzung zu seinen Analysen kam er 2015 auf eine Datierung wenigstens des Epigramms 11,378 der Anthologia Palatina zwischen den Jahren 331 und 363, bevorzugt am Beginn des Zeitraums. Demgegenüber hielt Luca Benelli an der klassischen Datierung um 390 fest und zog in Zweifel, dass der Papyrus P.CtYBR inv. 4000 überhaupt ein Epigramm Palladas enthält.

## Ausgaben
- Die in der Griechischen Anthologie überlieferten Epigramme sind in deren Ausgaben enthalten.
- Kevin Wilkinson (Hrsg.): New Epigrams of Palladas: A Fragmentary Papyrus Codex. Durham (NC) 2013.